# Taizy
Taizy är en kommun i departementet Ardennes i regionen Grand Est (tidigare regionen Champagne-Ardenne) i nordöstra Frankrike. Kommunen ligger  i kantonen Château-Porcien som ligger i arrondissementet Rethel. År 2022 hade Taizy 101 invånare.

## Befolkningsutveckling
Antalet invånare i kommunen Taizy
Referens: INSEE